# Synema langheldi
Synema langheldi là một loài nhện trong họ Thomisidae.
Loài này thuộc chi Synema. Synema langheldi được Maria Dahl miêu tả năm 1907.